# بولا ريجيا
بلاريجيا أو بولا ريجيا (من اللاتينية: Bulla Regia، أي «بولا المَلَكِيّة»، سميت الملكية لأنها كانت عاصمة الملك النوميدي ماسينيسا). هو موقع أثري ومدينة تاريخية تقع قرب مدينة جندوبة شمال غرب البلاد التونسية.

## التاريخ
ترجع جذور بولا ريجيا إلى القرن الرابع قبل الميلاد إلا أنها لم تصبح ذات أهمية إلا بعد سيطرة القرطاجيين عليها. خضعت المدينة عام 203 ق.م للرومان قبل أن تصبح عام 156 ق.م عاصمة للملك النوميدي ماسينيسا، حليف روما. شهدت المدينة حالة من الركود أثناء العهد البيزنطي ليهجرها سكانها شيئا فشيئا وتختفي معالم الحياة فيها بداية من الألفية الثانية. ابتداء من منتصف القرن التاسع عشر أقيمت أول الحفريات فيها وتم الكشف عن عدة معالم وآثار طوال القرن العشرين. يحتوي الموقع حاليا على عدة معالم (فوروم، مسرح أثري، حمامات) أغلبها يرجع إلى العهد الروماني. يضم الموقع أيضا متحفا يعرض لوحات فسيفساء وتوابيت إضافة لعدة آثار تعود إلى العهد القرطاجي، النوميدي أو الروماني.

## مقالات ذات صلة
- متحف بولا ريجيا

## وصلات خارجية
- مقال عن بولا ريجيا في موقع المعهد الوطني للتراث تونس (بالفرنسية).